# Nữ hoàng băng giá (phim 2007)
Nữ hoàng băng giá (tựa gốc tiếng Anh: No Reservations) là phim điện ảnh lãng mạn hài-chính kịch của Mỹ năm 2007 do Scott Hicks đạo diễn. Với sự tham gia của Catherine Zeta-Jones, Aaron Eckhart và Abigail Breslin, kịch bản phim do Carol Fuchs viết chuyển thể từ một kịch bản gốc của Sandra Nettelbeck cho bộ phim Đức Mostly Martha. Cốt truyện phim xoay quanh một nữ đầu bếp khó tính bị đảo lộn cuộc sống khi cô quyết định nhận nuôi cháu gái nhỏ sau khi một thảm kịch khiến chị cô qua đời. Phim còn có sự xuất hiện của Patricia Clarkson, Bob Balaban và các bạn diễn Jenny Wade, Brían F. O'Byrne, Lily Rabe và Zoë Kravitz—vai điện ảnh đầu tiên của cô. Phim từng khởi chiếu ở Hà Nội vào ngày 14 tháng 3 năm 2008.

## Nội dung
Kate Armstrong là bếp trưởng tại một nhà hàng thượng hạng ở khu dân cư West Village của quận Manhattan, Thành phố New York. Không chỉ có tài nấu nướng và khả năng điều khiển đội ngũ nhân viên, cô còn có tính cách lạnh lùng và cứng rắn, vì vậy mà mang biệt danh "nữ hoàng băng giá". Cô rất ngại ra gặp những khách hàng muốn khen ngợi mình nhưng lại sẵn sàng cãi nhau với những người phàn nàn về món ăn của mình.
Khi chị gái của Kate qua đời trong một vụ tai nạn giao thông, Zoe - cô cháu gái chín tuổi của cô - phải chuyển đến sống cùng cô. Trong khi đó, quản lý Paula đã tuyển dụng một đầu bếp đầy triển vọng tên Nick Palmer, người có khả năng trở thành bếp trưởng của bất kỳ nhà hàng nào anh ta muốn. Tuy nhiên, Nick chỉ muốn làm việc chung với Kate.
Kate ngày càng có cảm giác bị Nick "đe dọa" khi thấy cách làm việc của anh. Vốn là người vui tính nên Nick thường chọc cười các nhân viên khác, cho họ niềm vui trong công việc, điều mà Kate chưa từng làm. Nhân viên trong nhà hàng và Zoe đều quý mến Nick, khiến Kate lo sợ Nick sẽ chiếm mất vị trí của mình.
Thời gian trôi qua, Kate dần có cảm tình với Nick nhưng Paula dự định giao chức bếp trưởng cho Nick khiến cô nổi giận. Nick biết Kate thấy khó chịu nên đã nghỉ việc và chuẩn bị đến San Francisco. Cuối cùng Kate quyết định trở nên dịu dàng hơn, mềm mỏng hơn, "nữ hoàng băng giá" đã cho phép bản thân mình có được tình yêu như bao người phụ nữ khác, cô từ bỏ công việc ở nhà hàng và thuyết phục Nick ở lại. Sau này Nick, Kate và Zoe mở một quán ăn của riêng họ. Bộ phim kết thúc.